# Проневич Дмитро Олегович
Дмитро́ Оле́гович Проне́вич (нар. 21 листопада 1984; Дубно, Рівненська область, Українська РСР) — український футболіст, півзахисник клубу «Оболонь-Бровар».

## Біографія

### Кар'єра гравця
Народився в місті Дубно, у Рівненській області. У 1997 році разом з сім'єю переїхав до Києва, почав займатися у школі «Динамо». Два роки виступав за «Динамо-3», у другій лізі. У 2001 році у складі «динамівців» Проневич став чемпіоном України серед юнаків 1984 року народження, проте восени переїхав до Москви. У складі однієї з місцевих юнацьких команд Дмитро брав участь на турнірі в Італії, де його запримітили селекціонери «Сампдорії». Влітку 2002 року перейшов до складу «Сампдорії». У 2002 році Проневич виступав за молодіжну команду італійського клубу, проте закріпитися у складі команди не зміг через ліміт на легіонерів заради італійських молодих футболістів.
Пізніше виступав за: луганську «Зорю», «Авангард» (Ровеньки), «Оболонь-2». У сезоні 2005/06 виступав за шотландські команди: «Кілмарнок» і «Партік Тісл», але особливого успіху не добився. Влітку 2006 року повернувся до України в черкаський «Дніпро». У вересні 2007 року підписав контракт на один рік з львівськими «Карпатами». Коли він підписував контракт, тренером був Олександр Іщенко. Але з новим тренером «Карпат» Валерієм Яремченком він не знайшов спільної мови. Контракт розірвали за згодою сторін.
Після всесвітньої студентської Універсіади, на якій збірна України посіла перше місце, а Дмитро Проневич забив 4 голи в 5 матчах, його запросила італійська «Дженоа». Але за регламентом ФІФА гравець може виступати тільки за два клуби протягом одного сезону, а він грав у черкаському «Дніпрі» та львівських «Карпатах». Тому навіть якби «Дженоа» підписала його, то він все одно не зміг би виходити на поле.
Пізніше недовго грав за в'єтнамський клуб «Донгтхап». У вересні 2008 року підписав контракт з новачком першої ліги України, «Княжею». У березні 2009 року переїхав до Фінляндії грати за клуб Вейккауслігі, «Марієхамн». У чемпіонаті Фінляндії дебютував 17 березня 2009 року в матч «Марієхамн»і  — «Тампере Юнайтед» (2:2). Нетривалий час Дмитро Проневич був заявлений за луцьку «Волинь», але в основному складі команди так і не зіграв. 
14 липня 2013 року дебютував за «Оболонь-Бровар» у другій лізі. За чотири сезони провів 99 матчів і забив 1 м'яч за клуб. Останнім професійним клубом Дмитра Проневича був ФК «Черкащина» із Черкас, за яку він виступав у сезоні 2017/18. У подальшому грав за аматорські команди до 2020 року. 

### Виступи за збірну
Виступав у молодіжній збірній України (до 21 року). У 2007 році виступав за збірну України на всесвітній студентській Універсіаді, де збірна України посіла перше місце. Дмитро Проневич забив 4 голи в 5 матчах, три з яких стали реалізацією стандартних положень. У фіналі забив збірній Італії (1:0), після чого його запрошували до італійської команди «Дженоа». За підсумками 2007 року став найкращим футболістом всесвітніх літніх студентських ігор у Таїланді. За цю перемогу гравцям збірної присвоїли звання майстрів спорту міжнародного класу і видали грошову премію — тисячу доларів.

## Досягнення
- Чемпіон України серед юнаків: 2001
- Переможець літньої Універсіади: 2007